# Suno Engström
Carl Suno Hildemar Engström (i riksdagen kallad Engström i Visby), född 21 augusti 1822 i Visby stadsförsamling, Gotlands län, död där 21 oktober 1892, var en svensk jurist och politiker. 
Engström var auditör vid Gotlands Nationalbeväring 1858–1873 och ledamot av riksdagens första kammare 1888–1889, invald i Gotlands läns valkrets. Vidare var han kommunalpolitiskt verksam och lantbrukare i Visby och Hästnäs.
Suno Engström var son till kaptenen vid Gotlands Nationalbeväring Suno Engström (1785–1828) och Hedvig Maria Sahlsten (1796–1867). Han var gift med Carolina Elisabeth Malmberg (1839–1906). De var farföräldrar till Marg von Schwerin.